# 橘俊済
橘 俊済（たちばな の としなり、生没年不詳）は、平安時代中期の貴族。名は俊斉・俊古とも記される。右京大夫・橘海雄の曾孫、阿波守・橘高臣の子。官位は従四位上・大和守。

## 経歴
一条朝中期に越中守・大和守と受領を歴任し、位階は従四位上に至る。また、右大臣・藤原顕光の家司も務めた。
長保3年（1001年）に申文三通を奉っている。

## 官歴
- 長徳3年（997年） 日付不詳：見越中前々司[3]
- 長保2年（1000年） 正月17日：見大和守[4]
- 長保3年（1001年） 4月5日：見大和国前司[4]

## 系譜
注記のないものは『系図纂要』による。
- 父：橘高臣
- 母：不詳
- 生母不詳の子女
  - 男子：橘俊遠
  - 男子：橘俊堪[5]
  - 男子：橘俊孝[5]
  - 男子：橘俊範[5]